# مبادرة السلام العربية
مبادرة السلام العربية هي مبادرة أطلقها الملك عبد الله بن عبد العزيز ملك السعودية للسلام في الشرق الأوسط بين إسرائيل والفلسطينيين. هدفها إنشاء دولة فلسطينية معترف بها دولياً على حدود 1967 وعودة اللاجئين وانسحاب من هضبة الجولان المحتلة، مقابل اعتراف وتطبيع العلاقات بين الدول العربية مع إسرائيل، وكانت في عام 2002. وقد تم الإعلان عن مبادرة السلام العربية في القمة العربية في بيروت. وقد نالت هذه المبادرة تأييداً عربياً.
وفي ما يلي النص الحرفي لمبادرة السلام العربية:
" مجلس جامعة الدول العربية على مستوى القمة المنعقد في دورته الرابعة عشرة.
إذ يؤكد ما أقره مؤتمر القمة العربي غير العادي في القاهرة في حزيران/يونيو 1996 من أن السلام العادل والشامل خيار استراتيجي للدول العربية يتحقق في ظل الشرعية الدولية، ويستوجب التزاما مقابلا تؤكده إسرائيل في هذا الصدد.
وبعد أن استمع إلى كلمة عبد الله بن عبد العزيز، ولي عهد المملكة العربية السعودية، التي أعلن من خلالها مبادرته داعياً إلى انسحاب إسرائيل الكامل من جميع الأراضي العربية المحتلة منذ 1967، تنفيذا لقراري مجلس الأمن (242 و338) والذين عززتهما قرارات مؤتمر مدريد عام 1991 ومبدأ الأرض مقابل السلام، وإلى قبولها قيام دولة فلسطينية مستقلة وذات سيادة وعاصمتها القدس الشرقية. وذلك مقابل قيام الدول العربية بإنشاء علاقات طبيعية في إطار سلام شامل مع إسرائيل.

## الخطة

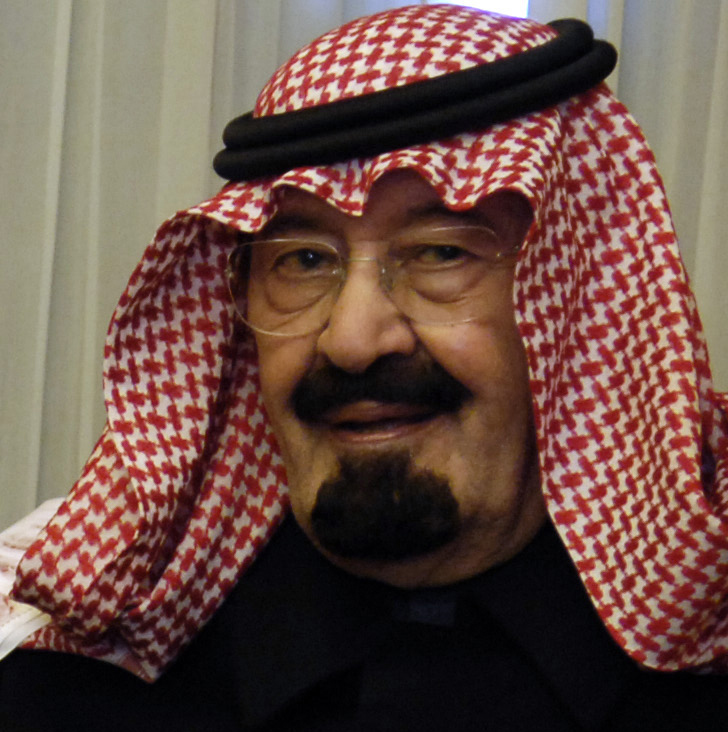
الملك السعودي عبد الله بن عبد العزيز، صاحب المبادرة.

### مقدمات خطة بيروت 2002
عُقدت القمة العربية بعد ستة أيام من حرب 1967، التي احتلت فيها إسرائيل مساحات شاسعة من الأراضي العربية، ووُضع قرار الخرطوم في 1 سبتمبر 1967، الذي شمل "ثلاث لاءات" ستصبح أساس العلاقات العربية الإسرائيلية بعدها: لا اتفاقات سلام، لا اعتراف دبلوماسي، لا مفاوضات. صدر قرار مجلس الأمن التابع للأمم المتحدة رقم 242، والذي دعا إلى تطبيع العلافات مع إسرائيل وإلى انسحاب إسرائيل من الأراضي التي احتلتها خلال حرب 1967، في 22 نوفمبر 1967، وقوبل برفض عام من غالب الدول العربية. لذا كانت مبادرة السلام نقلة في الموقف العربي منذ 1967.
تلى القرار قمة كامب ديفيد 2000 التي انتهت بالفشل والانتفاضة الفلسطينية الثانية في سبتمبر 2000. حاول جورج بوش الابن في خريف 2002 تحقيق وقف إطلاق نار في الانتفاضة لإفساح الطريق أمام قمة بيروت لكن مساعيه باءت بالفشل. أملت إدارة بوش جذب الانتباه بعيدًا عن أزمة نزع سلاح العراق التي ستؤدي لاحقا إلى غزو العراق.
تشكك الكثيرون حول مبادئ القمة، فأوضح روبرت فيسك أن غياب الرئيس المصري حسني مبارك وملك الأردن عبد الله الثاني بن الحسين: "كان بإمكانهم التقاط رائحة الفشل من مسافة بعيدة". رغم ذلك قابل توماس فريدمان ولي العهد الأمير عبد الله في فبراير 2002 وشجعه على المضي قدمًا في المبادرة.

### الإعلان
وانطلاقاً من اقتناع الدول العربية بأن الحل العسكري للنزاع لم يحقق السلام أو الأمن لأي من الأطراف.
- - يطلب المجلس من إسرائيل إعادة النظر في سياساتها، وأن تجنح للسلم معلنة أن السلام العادل هو خيارها الاستراتيجي أيضا.
- - كما يطالبها القيام بما يلي:[6]

- الانسحاب الكامل من الأراضي العربية المحتلة بما في ذلك الجولان السوري وحتى خط الرابع من يونيو (حزيران) 1967، والأراضي التي ما زالت محتلة في جنوب لبنان.

- التوصل إلى حل عادل لمشكلة اللاجئين الفلسطينيين يتفق عليه وفقا لقرار الجمعية العامة للأمم المتحدة رقم 194.

- قبول قيام دولة فلسطينية مستقلة ذات سيادة على الأراضي الفلسطينية المحتلة منذ الرابع من يونيو (حزيران) في الضفة الغربية وقطاع غزة وتكون عاصمتها القدس الشرقية.

- - عندئذ تقوم الدول العربية بما يلي:

- اعتبار النزاع العربي الإسرائيلي منتهيا، والدخول في اتفاقية سلام بينها وبين إسرائيل مع تحقيق الأمن لجميع دول المنطقة.

- إنشاء علاقات طبيعية مع إسرائيل في إطار هذا السلام الشامل.

- - ضمان رفض كل أشكال التوطين الفلسطيني الذي يتنافى والوضع الخاص في البلدان العربية المضيفة.
- - يدعو المجلس حكومة إسرائيل والإسرائيليين جميعا إلى قبول هذه المبادرة المبينة أعلاه حماية لفرص السلام وحقنا للدماء، بما يمكن الدول العربية وإسرائيل من العيش في سلام جنبا إلى جنب، ويوفر للأجيال القادمة مستقبلا آمنا يسوده الرخاء والاستقرار.
- - يدعو المجلس المجتمع الدولي بكل دوله ومنظماته إلى دعم هذه المبادرة.
- - يطلب المجلس من رئاسته تشكيل لجنة خاصة من عدد من الدول الأعضاء المعنية والأمين العام لإجراء الاتصالات اللازمة بهذه المبادرة والعمل على تاكيد دعمها على كافة المستويات وفي مقدمتها الأمم المتحدة ومجلس الأمن والولايات المتحدة والاتحاد الروسي والدول الإسلامية والاتحاد الأوروبي.

حضر عشر قادة فقط من 22 قائدًا تلقوا دعوة إلى المبادرة في بيروت. لم تحضر رئيس السلطة الفلسطينية ياسر عرفات، ولا الرئيس المصري حسني مبارك، ولا ملك الأردن عبد الله الثاني بن الحسين. أخبرت حكومة أرئيل شارون ياسر عرفات أنهم لن يسمحوا له بالعودة إن ذهب، رغم الضغط الأميركي والأوروبي.

### معارضة القمة
عارضت حكومة سوريا المبادرة بشدة، إذ أصرت على استكمال الفلسطينيين المقاومة المسلحة، كما اعترضت على استخدام كلمة "تطبيع" لأن أي محاولة لذلك ستكون محاولة شديدة الكرم لإسرائيل. أظهرت حكومة لبنان مخاوف من محاولة اللاجئين الفلسطينيين لديها من الاستقرار بلبنان.

### مجزرة عيد الفصح
أدى هجوم انتحاري إلى مقتل 30 إسرائيليًا في نتانيا في يوم المبادرة نفسه. أعلنت حماس مسؤوليتها عن الهجوم وقال قائدها أحمد ياسين أن الهجوم "رسالة إلى القمة العربية للتأكيد على أن الشعب الفلسطيني مستمر في المقاومة لاسترداد أرضه والدفاع عن نفسه مهما اتخذ العدو من سبل".
انتقدت السلطة الفلسطينية الهجوم وأمر عرفات نفسه بالقبض على المسلحين التابعين لحماس، حركة الجهاد الإسلامي وكتائب شهداء الأقصى. على الرغم من ذلك، فقد وجه شارون له اللوم على الهجوم.
أدت مجزرة عيد الفصح وغيرها إلى تصعيد في مواجهة الانتفاضة الثانية فساعدت على أفشال المبادرة. أصدر مجلس الأمن التابع للأمم المتحدة قرار رقم 1402 انتقد فيه كل الأطراف.
صرح متحدث باسم الحكومة الإسرائيلية أنه "لن تكون هناك أي مفاوضات دون وقف إطلاق النار". وقال متحدث آخر باسم الحكومة، رعنان جيسين، إن إسرائيل ستواصل السعي إلى وقف إطلاق النار، ولكن "عندما نشعر أننا استنفدنا كل الإمكانيات لتحقيق وقف إطلاق النار هذا، فإننا بالطبع سنتخذ جميع الإجراءات اللازمة من أجل الدفاع عن مواطنينا".

### عودة الفكرة في قمة الرياض 2007
حضر جميع زعماء الدول الأعضاء الـ 22 في جامعة الدول العربية -باستثناء ليبيا- القمة التي استمرت يومين في الرياض، عاصمة المملكة العربية السعودية، في الفترة من 28 مارس/آذار إلى 29 مارس/آذار 2007. وافق جميع الأعضاء على المبادرة بالكامل لكن مندوب حماس، رئيس الوزراء الفلسطيني آنذاك إسماعيل هنية، امتنع عن التصويت. في المقابل، صوت رئيس السلطة الفلسطينية محمود عباس لصالح القرار. ظلت المبادرة كما هي دون تغيير أثناء إعادة اعتمادها. وحتى عشية انعقاد القمة، رفض الأعضاء النظر في تعديل أي جزء منها. صرح رئيس جامعة الدول العربية عمرو موسى أن الصراع الإسرائيلي الفلسطيني كان عند مفترق طرق "إما أن نتحرك نحو سلام حقيقي أو نرى تصعيدًا في الوضع".
أدان الملك عبد الله خلال القمة احتلال الولايات المتحدة للعراق، ردًا على بيان صادر عن وزيرة الخارجية الأمريكية كونداليزا رايس يطلب من العالم العربي "البدء في التواصل مع إسرائيل"، كما دعا إلى إنهاء الحصار الإسرائيلي على غزة، قائلا إنه "أصبح من الضروري إنهاء الحصار الجائر المفروض على الشعب الفلسطيني في أسرع وقت ممكن حتى تتحرك عملية السلام في أجواء بعيدة عن القمع والقوة". وكانت الحكومتان الأمريكية والإسرائيلية تضغطان بقوة على الدول العربية لقطع دعمها لحماس قبل بدء القمة.

## ردود الفعل

### الولايات المتحدة
في البداية، قابلت إدارة بوش المبادرة بدعم حماسي، فوفقاً للمتحدث باسم بوش، آري فلايشر، فإن "الرئيس أشاد بأفكار ولي العهد فيما يتعلق بالتطبيع العربي الإسرائيلي الكامل بمجرد التوصل إلى اتفاق سلام شامل وإيقاف الهجمات ضد إسرائيل".

أعرب خليفته باراك أوباما عن إشادة روحية بالمبادرة، دون تأييد تفاصيلها، في الأيام الأولى من رئاسته. وفي مقابلة مع شبكة العربية يوم 27 يناير/كانون الثاني 2009 قال:
انظروا إلى الاقتراح الذي قدمه العاهل السعودي الملك عبد الله. ربما لا أتفق مع كل جانب من جوانب الاقتراح، ولكن الأمر يتطلب شجاعة كبيرة لطرح شيء على هذا القدر من الأهمية. أعتقد أن هناك أفكارًا في جميع أنحاء المنطقة حول كيفية تحقيق السلام.

### إسرائيل
تراوحت ردود فعل المسؤولين الإسرائيليين بين الإيجابية والمحايدة والسلبية. رفضت الحكومة الإسرائيلية المبادرة عندما ظهرت الخطة في عام 2002، لأنها ستؤدي إلى عودة عدد كبير من اللاجئين الفلسطينيين إلى إسرائيل، كما أعربت إسرائيل عن تحفظاتها على قضايا "الخط الأحمر" التي ذكرت أنها لن تتنازل عنها.
علق جويل سينغر، مفاوض اتفاقية أوسلو، بعد وقت قصير من قمة بيروت قائلاً: "المشكلة الرئيسية فيها هي أنها دعت إسرائيل فقط إلى القيام بسلسلة من الأشياء ولم تكن هناك دعوة للفلسطينيين لوقف الإرهاب".
ذكرت بي بي سي نيوز أن إعادة التبني في عام 2007 أدت إلى استجابة أكثر دعمًا من الحكومة مقارنة بالمبادرة الأولية لعام 2002، والتي انتهى بها الأمر إلى "الرفض... مباشرة بعد اقتراحها لأول مرة". وقال شمعون بيريز في اجتماع مع القادة العرب في المنتدى الاقتصادي العالمي في الأردن في مايو 2007 إن حكومته ستقدم اقتراحًا مضادًا. وقال متحدث باسم وزارة الخارجية الإسرائيلية إن "إسرائيل ليس لها مصلحة في الركود، وللأسف، إذا كانت المبادرة العربية تقبلها أو تتركها، فسيكون ذلك بمثابة وصفة للركود". في أكتوبر 2008، أفادت التقارير أن الحكومة الإسرائيلية تدرس العرض السعودي، واقترح وزير الدفاع إيهود باراك مرة أخرى اقتراحًا مضادًا. ولكن حتى الآن، لم تقدم أي حكومة إسرائيلية أي اقتراح رسمي مضاد.

#### بنيامين نتنياهو
رفض بنيامين نتنياهو المبادرة في 2007، إذ قال لوزراء الخارجية العرب الزائرين إن "لقد أثبت الانسحاب من غزة قبل عامين أن أي انسحاب إسرائيلي -وخاصة الانسحاب الأحادي الجانب- لا يؤدي إلى تقدم السلام، بل ينشئ قاعدة إرهابية للإسلام المتطرف". في عام 2015 أوضح: "هناك جوانب إيجابية وجوانب سلبية لها [المبادرة]". وبينما أشار إلى أن الوضع تغير خلال 13 عامًا منذ طرح الصفقة، أكد أن "الفكرة العامة -محاولة التوصل إلى تفاهمات مع الدول العربية الرائدة- هي فكرة جيدة". لكنه اعترض على دعوة المبادرة إسرائيل إلى الانسحاب من هضبة الجولان وإعادة اللاجئين الفلسطينيين إلى وطنهم.
وفي عام 2018، رفض نتنياهو مبادرة السلام العربية كأساس للمفاوضات مع الفلسطينيين.

#### شمعون بيريز
في 28 مارس 2002، قال وزير الخارجية آنذاك شمعون بيريز:
تنظر إسرائيل بإيجابية إلى كل مبادرة تهدف إلى التوصل إلى السلام والتطبيع. وفي هذا الصدد، فإن الخطوة السعودية مهمة، لكنها معرضة للانهيار إذا لم يتم وقف الإرهاب. لا يمكننا بالطبع أن نتجاهل الجوانب الإشكالية التي ظهرت في قمة بيروت واللغة القاسية والرفضية التي استخدمها بعض المتحدثين. ومن الواضح أيضاً أن تفاصيل كل خطة سلام لابد أن تتم مناقشتها مباشرة بين إسرائيل والفلسطينيين، ولكي يصبح ذلك ممكناً، يتعين على السلطة الفلسطينية أن تضع حداً للإرهاب، الذي شهدنا تعبيره المروع الليلة الماضية في نتانيا.
في 12 نوفمبر 2008، أكد بيريز دعمه للمبادرة في اجتماع الجمعية العامة للأمم المتحدة حول الحوار بين الأديان:
تنص مبادرة السلام العربية على أن: "الحل العسكري للصراع لن يحقق السلام أو يوفر الأمن للأطراف" وتوافق إسرائيل على هذا الافتراض. وعلاوة على ذلك، تنص المبادرة على أن: "السلام العادل والشامل في الشرق الأوسط هو الخيار الاستراتيجي للدول العربية". وهذه هي استراتيجية إسرائيل أيضاً. وتتابع أن أهدافها هي: "...اعتبار الصراع العربي الإسرائيلي قد انتهى، والدخول في اتفاقية سلام مع إسرائيل، وتوفير الأمن لجميع دول المنطقة. إقامة علاقات طبيعية مع إسرائيل في سياق حل شامل". السلام، ووقف المزيد من إراقة الدماء، وتمكين الدول العربية وإسرائيل من العيش في سلام وحسن جوار، وتوفير الأمن والاستقرار والازدهار للأجيال القادمة. إن هذه العبارات الواردة في مبادرة السلام العربية ملهمة وواعدة ـ وهي بمثابة فرصة جدية لإحراز تقدم حقيقي.

### ردود الفعل الفلسطينية

#### السلطة الفلسطينية
حظيت خطة السلام العربية بالدعم الكامل من محمود عباس والسلطة الفلسطينية، التي اتخذت خطوة غير مسبوقة بوضع إعلانات في الصحف الإسرائيلية في 20 نوفمبر/تشرين الثاني 2008 للترويج لها، كما نشرت السلطة الفلسطينية منشورات على صفحة كاملة باللغة العبرية في أربع صحف إسرائيلية يومية كبرى، وأعادت نشر نص المبادرة بالكامل وأضافت أن "سبع وخمسين دولة عربية وإسلامية ستقيم علاقات دبلوماسية وعلاقات طبيعية مع إسرائيل مقابل السلام وإنهاء للاحتلال". وجد استطلاع للرأي أجراه المركز الفلسطيني للبحوث السياسية والمسحية في رام الله ومعهد هاري إس ترومان لأبحاث تعزيز السلام في القدس في تشرين الثاني/نوفمبر وكانون الأول/ديسمبر أن 25% فقط من الإسرائيليين شاهدوا الإعلانات و14% فقط قرأوها بالفعل.

#### حماس
منذ بدايتها في عام 2002، أحدثت المبادرة انقسامًا عميقًا في المنظمة. وبينما تحدث بعض القادة بشكل إيجابي عنها، لم يقبل آخرون المبادرة، مما أدى إلى نفور الأردن ومصر. وأفادت بعض التقارير اللاحقة أن حماس قبلت المبادرة. بحلول عام 2006، كانت حماس ستوقع اتفاقيات مع فتح توافق على حدود عام 1967 كأساس للدولة الفلسطينية، وبحلول عام 2017، نشرت حماس ميثاقًا جديدًا يقبل قيام دولة فلسطينية على حدود عام 1967.
صرح المتحدث باسم حماس إسماعيل أبو شنب لصحيفة سان فرانسيسكو كرونيكل في أبريل 2002 أن المنظمة ستقبل ذلك، قائلاً: "سيكون ذلك مرضيًا لجميع الجماعات العسكرية الفلسطينية أن تتوقف وتبني دولتنا، وأن تنشغل بشؤوننا الخاصة، وأن يكون لديها خير". وسأل الصحفيون الذين أجروا مقابلة مع شنب عما إذا كان يتحدث باسم حركة حماس بأكملها، فأجاب شنب "نعم". ثم حاولوا الاتصال بقادة آخرين في حماس لتأكيد تصريحات شنب، لكن لم يتمكنوا من الوصول إليهم أو أنهم لم يرغبوا في التعليق على الأمر.
بعد إحياء المبادرة في مارس/آذار 2007، واصلت حماس سياسة الغموض حيث أعطى العديد من المسؤولين ردودًا متباينة. وقال فوزي برهوم، المتحدث باسم حماس، لصحيفة "هآرتس" إن "المسألة ليست "نعم" أو "لا" من قبل حماس فيما يتعلق بالمبادرة. نحن نحترم الجهود العربية للحصول على الحقوق الفلسطينية وسنعمل ضمن الإجماع العربي. ومع ذلك، فإن العدو الصهيوني مستمر"في رفض المبادرة ولن نحدد موقفنا منها قبل قبولها". وذكرت مصادر في صحيفة هآرتس في فلسطين أن حماس أرادت معارضة المبادرة بشكل مباشر لكنها لم تفعل ذلك لأنها لا تريد قطع العلاقات مع حكومة السعودية.

### ردود الفعل العربية
كتب العديد من صانعي القرار ورؤساء الدول والمعلقين العرب دعمًا للمبادرة منذ عام 2002، فكتب تركي الفيصل، وزير الخارجية السعودي، في صحيفة واشنطن بوست دعمًا بعد فترة وجيزة من فوز باراك أوباما في انتخابات عام 2008 قائلا "هناك أسباب للتفاؤل" وأن "أفضل دواء تم صياغته حتى الآن للنزاع الإسرائيلي الفلسطيني هو مبادرة السلام العربية". كما وصف الخطة بأنها "ثمن باهظ للسلام" من المنظور العربي.

كتب مروان المعشر، وزير الخارجية الأردني السابق وأول سفير أردني لدى إسرائيل، في صحيفة هآرتس في 19 أغسطس 2008، ما يلي:
قبل ست سنوات، اتخذت الجامعة العربية خطوة جريئة في السعي لتحقيق سلام شامل ودائم في منطقتنا. وفي قمة جامعة الدول العربية في بيروت عام 2002، تبنت 22 دولة بالإجماع مبادرة السلام العربية ــ وهي وثيقة تاريخية قدمت صيغة ليس فقط لإنهاء الصراع الفلسطيني الإسرائيلي، بل وأيضاً الصراع العربي الإسرائيلي الأوسع نطاقاً، وتحقيق حل سلمي. السلام الجماعي والأمن للجميع والعلاقات الطبيعية مع إسرائيل. لقد كانت المبادرة تجسيداً للمعسكر المعتدل في العالم العربي ولقفزة إيمانه في تلبية الاحتياجات العربية والإسرائيلية. لسوء الحظ، لم يتم التعامل مع مبادرة السلام العربية بشكل جدي من قبل اللاعبين اللذين كان دعمهما وتأييدهما حاسمين لتنفيذها: لم ترد إسرائيل ولا الولايات المتحدة بأكثر من الكلام الشفهي. كما يتعين علينا أن نتحمل الدول العربية المسؤولية عن فشلها في شرح المبادرة للشعب الإسرائيلي، جمهورنا الرئيسي.
كما أعرب أندري أزولاي، المستشار اليهودي للملك المغربي محمد السادس، عن دعمه لخطة السلام العربية. في 28 تشرين الأول (أكتوبر) 2008، قال السيد أزولاي في مؤتمر عقد في تل أبيب: "أنا يهودي ملتزم"، كما قال أندريه أزولاي. "أنا يهودي عربي. أنصح ملك المغرب... التيار العربي السائد يرى أن إسرائيل هي الطرف المسؤول عن منع السلام، وليس العرب... [خطة السلام] هي شيء كان الإسرائيليون يأملون في تحقيقه عشرة منذ سنوات مضت. ولكن من يعرف ذلك في إسرائيل اليوم؟ من سيأخذ زمام المبادرة ويشرح ذلك؟ الزخم لن يستمر إلى الأبد. هذا وضع خطير. قد يحدث شيء ما في الضفة الغربية غدًا وينسف الصفقة برمتها، ونحن سوف تضطر إلى الانتظار مرة أخرى."
وفي يونيو/حزيران 2009، كرر الرئيس المصري حسني مبارك دعمه لخطة السلام. وذكر أيضاً أن ذلك لا يعني الاعتراف بحق إسرائيل في الوجود كدولة يهودية، لأن ذلك يعني التنازل عن حق العودة. كما أدلى الرئيس اللبناني ميشال سليمان بتصريحات مماثلة، ودعا المجتمع الدولي إلى دفع إسرائيل نحو قبول خطة السلام. ورد الزعيمان على خطاب رئيس الوزراء الإسرائيلي نتنياهو.

## الوضع الحالي
عينت الجامعة العربية الأردن ومصر ممثلين لها للاجتماع مع القادة الإسرائيليين للترويج للمبادرة. وتم اختيار هذه الدول لأن مصر والأردن هما الدولتان العربيتان الوحيدتان اللتان تقيمان علاقات دبلوماسية مع إسرائيل. التقى وزير الخارجية الأردني عبد الإله الخطيب ووزير الخارجية المصري أحمد أبو الغيط مع رئيس الوزراء الإسرائيلي السابق إيهود أولمرت ووزيرة الخارجية تسيبي ليفني ووزير الدفاع إيهود باراك في القدس في 25 يوليو 2007، وهي المرة الأولى التي تتلقى فيها إسرائيل رسالة رسمية من وفد من الجامعة العربية.
في نوفمبر 2008، ذكرت صحيفة صنداي تايمز أن الرئيس الأمريكي المنتخب باراك أوباما سيدعم الخطة، حيث قال لمحمود عباس خلال زيارته للشرق الأوسط في يوليو 2008 إن "الإسرائيليين سيكونون مجانين إذا لم يقبلوا هذه المبادرة. سيكون من الجنون أن يقبلوا هذه المبادرة". أعطهم السلام مع العالم الإسلامي من إندونيسيا إلى المغرب." بعد أن أصبح رئيسًا، قال أوباما لقناة العربية: "قد لا أتفق مع كل جانب من جوانب الاقتراح، لكن الأمر يتطلب شجاعة كبيرة... لا يقل أهمية عن ذلك."
في 30 أبريل 2013، أعادت الجامعة العربية تأييد مبادرة السلام العربية، مع الشروط المحدثة التي تنص على أن اتفاق السلام الإسرائيلي الفلسطيني يجب أن يرتكز على حل الدولتين على أساس خط الرابع من يونيو 1967، مع إمكانية تبادلات طفيفة مماثلة ومتفق عليها للأراضي بين إسرائيل وفلسطين.
انتقد الفلسطينيون اتفاقية التطبيع بين إسرائيل والإمارات العربية المتحدة واتفاقية أخرى مع البحرين الموقعة في سبتمبر 2020، خوفًا من إضعاف التحركات لمبادرة السلام العربية، معتبرين خطوة الإمارات "خيانة".

## وصلات خارجية
- هل ماتت مبادرة السلام العربية؟  مروان المعشّر، مركز كارنيغي للشرق الأوسط.
- مبادرة السلام العربية تفتح أبواب التطبيع والتوطين على مصراعيها د. إبراهيم علوش، الصوت العربي الحر.